# Max Onno
Max Onno, né le 8 juin 1903 à Vienne (Autriche), est un botaniste autrichien qui s'est consacré à l'étude des plantes de la famille des Asteraceae et qui travailla à l'Institut de botanique de l'université de Vienne.

## Publications
- 1954. Vergleichende Studien über die natürliche Waldvegetation Österreichs und der Schweiz
- 1948. Grundlagen für eine Steigerung des Waldertrages durch Züchtung: Versuchsobjekt Weißföhre (Pinus sylvestris). Vol. 45. Mitteilungen der Forstlichen Bundes-Versuch. Mariabrunn, en collaboration avec Wolfgang Wettstein, Josef Glatz, Rudolf Scheuble, éd. Österreich. Staatsdr, 212 pp.
- 1941. Vegetationsreste und ursprüngliche Pflanzendecke des westlichen Wiener Stadtgebietes. 75 pp.
- 1932. Geographisch-morphologische Studien über Aster Alpinus L.: Mit 6 Taf., 6 Kt. u. 5 Textabb. Vol. 106 de Bibliotheca botanica, éd. Schweizerbart, 83 pp.